# Möslestadion (Götzis)
Das Möslestadion ist ein Fußballstadion mit Leichtathletikanlage in der österreichischen Marktgemeinde Götzis, Bundesland Vorarlberg. Es wurde 1972 eröffnet und dient u. a. als Trainings- und Spielstätte für den lokalen Fußballclub FC Götzis und des FC Götzis 1b sowie der Leichtathletikabteilung der SG Götzis. Über eine Flutlichtanlage verfügt die Sportstätte, mit 6000 Zuschauerplätzen, nicht.

## Geschichte
Seit 1975, mit Ausnahme von 2020 aufgrund der COVID-19-Pandemie, ist die Anlage einmal im Jahr, Ende Mai, Schauplatz für das Leichtathletik-Mehrkampf-Meeting Götzis (Hypo-Meeting), bei dem sich viele Mehrkämpfer und Mehrkämpferinnen der Weltklasse in Götzis versammeln. Das Hypo-Meeting gehört zur World Athletics Combined Events Tour und das Stadion gilt als Mehrkampf-Mekka. Es verfügt neben dem Fußballfeld und der sechsspurigen 400-m-Kunststoffbahn über drei Trainingsplätze, einen Basketballplatz und einen Skatepark. Die Kunststoffbahn im Stadion war, da Anfang der 1970er Jahre noch die Aschenbahnen weit verbreitet waren, erst die zweite Anlage in Österreich. Die moderne Bahn legte den Grundstein für das Mehrkampf-Meeting im Stadion.
Im Möslestadion wurden mehrere Weltrekorde im Zehnkampf aufgestellt. Der Tscheche Roman Šebrle war 2001 in Götzis der erste Athlet, der mit 9026 Punkten, die Marke von 9000 Punkten, nach der seit 1985 gültigen Punktwertung, übertraf. Zuvor verbesserte der britische Doppel-Olympiasieger Daley Thompson zwei seiner insgesamt vier Weltrekorde (1980: 8648 Punkte und 1982: 8730 Punkte) in Götzis. Die höchste Punktzahl beim Siebenkampf in Götzis erzielte 2017 die Belgierin Nafissatou Thiam mit 7013 Punkten.